# Décès en décembre 1969
Décès
- 1965
- 1966
- 1967
- 1968
- 1969
- 1970
- 1971
- 1972
- 1973

Pour une information complémentaire, voir la page d'aide.

| Date        | Nom                  | Pays                   | Activités                                     | Âge | Source |
| ----------- | -------------------- | ---------------------- | --------------------------------------------- | --- | ------ |
| 11 décembre | Geneviève Fauconnier | Drapeau de la France   | Écrivaine française.                          | 83  |        |
| 26 décembre | Fritz Haas           | Drapeau des États-Unis | Malacologiste américain, d'origine allemande. | 83  |        |